# Robert Ley
Robert Ley (ur. 15 lutego 1890 w Niederbreidenbach, zm. 25 października 1945 w Norymberdze) – niemiecki polityk nazistowski, przywódca Niemieckiego Frontu Pracy (DAF) w latach 1933–1945. Podczas oczekiwania na proces sądowy, w którym był oskarżony o zbrodnie wojenne, popełnił samobójstwo.

## Młodość
Ley przyszedł na świat we wsi Niederbreidenbach (obecnie część Nümbrecht) w Nadrenii, jako siódme z jedenaściorga dzieci tonącego w długach farmera Friedricha Leya oraz jego żony Emilie. Ley studiował chemię na uniwersytetach w Jenie, Bonn oraz Münster. Po wybuchu I wojny światowej w roku 1914 zgłosił się do armii cesarskiej.
Przez dwa lata służył w artylerii, po czym rozpoczął kurs obserwatora artylerii powietrznej. W lipcu 1917 roku jego samolot został zestrzelony nad Francją, a on sam dostał się do niewoli. Podejrzewa się, że podczas upadku samolotu Ley doznał uszkodzenia mózgu; świadczyć o tym może fakt, że przez resztę swego życia mówił z trudnością, a do tego zdarzały mu się ataki choroby na tle nerwowym. Jego stan zdrowia pogarszał alkoholizm.
Po wojnie Ley powrócił na uniwersytet. W roku 1920 uzyskał doktorat. Po skończeniu nauki pracował jako chemik ds. żywności w jednym z oddziałów olbrzymiej spółki IG Farben, która miała swą siedzibę w Leverkusen, w Zagłębiu Ruhry. Niezadowolony z zajęcia Zagłębia Ruhry przez Francuzów w roku 1924, Ley został zagorzałym nacjonalistą. Wkrótce po zapoznaniu się z przemówieniem Adolfa Hitlera, wygłoszonym podczas jego procesu sądowego, który miał miejsce po nieudanym puczu monachijskim, Ley wstąpił do partii nazistowskiej (NSDAP). Do roku 1925 pełnił już funkcję gauleitera okręgu Południowa Nadrenia oraz redaktora skrajnie antysemickiej gazety nazistowskiej pt. Westdeutscher Beobachter. Ley wykazywał bezkrytyczną lojalność wobec Hitlera, dzięki czemu przywódca partii nie zwracał uwagi na zażalenia odnośnie do rzekomej arogancji, niekompetencji i pijaństwa Leya.

## Przywódca Frontu Pracy

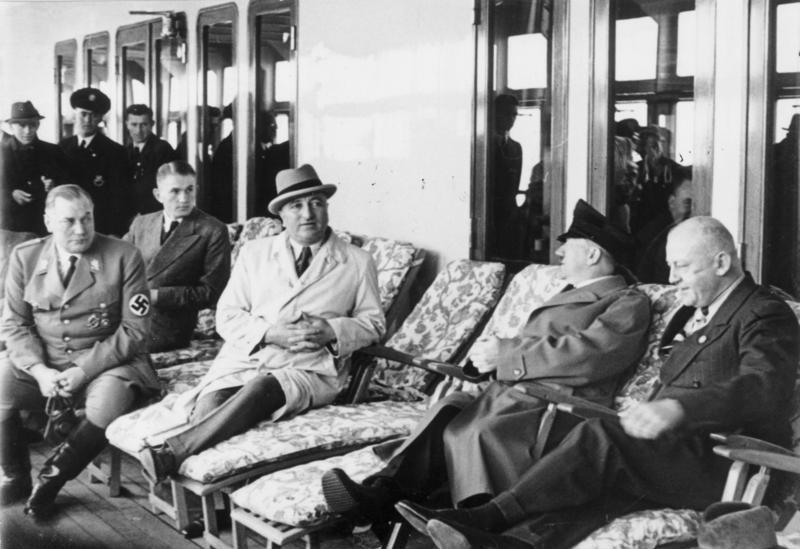
Robert Ley (w kapeluszu) z Hitlerem na wycieczkowcu „Robert Ley”, 04-04-1939

W roku 1931 Ley został przeniesiony do kwatery głównej NSDAP w Monachium (zob. Brunatny Dom), gdzie w 1932 objął posadę szefa organizacji partyjnej (Reichsorganisationsleiter) po dymisji jego poprzednika, Gregora Strassera. Kiepskie przygotowanie Leya oraz jego doświadczenie jako przywódcy dużego okręgu partii w Zagłębiu Ruhry, gdzie dominowała klasa robotnicza, wskazywałyby, że Ley skłaniał się ku „socjalistycznemu” skrzydłu partii nazistowskiej, do którego zresztą Hitler odnosił się nieprzychylnie. Mimo to, Ley trzymał stronę Hitlera w wewnątrzpartyjnych dysputach i tym zaskarbił sobie jego zaufanie. Pozwoliło mu to również wyjść cało z konfliktów z innymi prominentnymi działaczami partii, takimi jak jej skarbnik Franz Xaver Schwarz, który uważał Leya za pijaka. Gdy w styczniu 1933 r. Hitler zdobył fotel kanclerza, Ley towarzyszył mu w Berlinie. W kwietniu, kiedy związki zawodowe zostały przejęte przez państwo, Hitler mianował go szefem Niemieckiego Frontu Pracy (Deutsche Arbeitsfront).
DAF przejął kontrolę nad dotychczasową nazistowską organizacją związków zawodowych, jaką była Narodowosocjalistyczna Organizacja Zakładów Przemysłowych (Nationalsozialistische Betriebszellenorganisation, NSBO), jak również nad główną federacją związków zawodowych. Wkrótce brak zdolności organizacyjnych Leya sprawił, iż szef NSBO, Reinhold Muchow, członek „socjalistycznego” skrzydła NSDAP, urósł do rangi najważniejszego człowieka w Niemieckim Froncie Pracy i przyćmił Leya. Muchow podjął się czystki w kierownictwie DAF, pozbywając się z jego szeregów byłych socjaldemokratów oraz komunistów i zastępując ich własnymi ludźmi, wywodzącymi się często z bojówek. Oddziały NSBO prowadziły agitację pośród robotników w fabrykach w kwestiach płac i warunków pracy, czym rozwścieczyli pracodawców. Fabrykanci poskarżyli się Hitlerowi oraz kręgom przywódczym NSDAP, że DAF w swoim postępowaniu nie różni się wiele od znienawidzonych komunistów.
Hitler nie sprzyjał syndykalistycznym tendencjom w NSBO, wobec czego w styczniu 1934 wydał nowe Prawo dot. Uporządkowania Narodowego Rynku Pracy, które skutecznie ograniczyło możliwości niezależnych organizacji robotniczych, w tym również związków zawodowych o charakterze nazistowskim. Kwestię płac i warunków pracy miały odtąd leżeć w gestii Powiernictw Pracy (Treuhänder der Arbeit), w których rolę przewodnią odgrywali pracodawcy. W tym samym czasie Muchowa usunięto ze stanowiska, a jego miejsce ponownie zajął Robert Ley. NSBO całkowicie straciło swoje znaczenie. Tymczasem DAF stał się organem państwa, powołanym do kontrolowania rynku pracy zgodnie z potrzebami reżimu. Szczególnie przysłużył się on masowej ekspansji przemysłu zbrojeniowego.
Gdy Ley doszedł do władzy w DAF, zaczął on nadużywać swoich kompetencji w sposób rzucający się w oczy nawet w warunkach nazistowskiego reżimu. Poza ogromnym wynagrodzeniem szefa DAF oraz posła do Reichstagu, Ley czerpał również zyski z gazety Westdeutscher Beobachter i swobodnie defraudował fundusze DAF na swój własny użytek. Przed rokiem 1938 wszedł w posiadanie luksusowego majątku w pobliżu Kolonii, szeregu willi w innych miastach, flotylli samochodów, prywatnego wagonu kolejowego oraz kolekcji sztuki. Coraz więcej swojego czasu przeznaczał na „przebywanie w towarzystwie kobiet oraz pijaństwo, które często prowadziło do żenujących afer publicznych”. W roku 1942 jego druga żona Inge zastrzeliła się po libacji alkoholowej. Podwładni Leya przejęli od niego przywództwo, a DAF stał się siedliskiem korupcji. Długi, stanowiące efekt nadużyć finansowych we froncie pracy, musieli spłacać niemieccy robotnicy. Pewien historyk stwierdził:
DAF wkrótce zyskał opinię jednej z najbardziej skorumpowanych wśród czołowych instytucji w Trzeciej Rzeszy. Za ten stan rzeczy Ley osobiście ponosił odpowiedzialność.

## Siła przez Radość

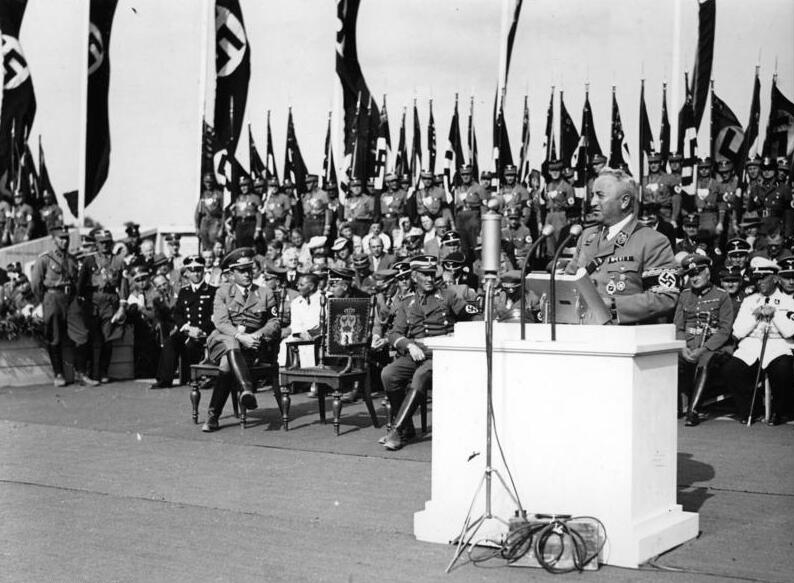
Okolicznosciowe przemówienie Leya podczas otwarcia nowego osiedla w dzielnicy Charlottenburg-Nord w Berlinie 1 sierpnia 1939 r. W tle po lewej Albert Speer i Julius Lippert

Hitler oraz Ley obawiali się, że zdławienie związków zawodowych, a także blokowanie wzrostu płac przez system Powiernictwa Pracy, połączone z bezwzględnymi żądaniami zwiększenia produktywności niemieckiego przemysłu zbrojeniowego, doprowadziłyby do ryzyka wywołania niezadowolenia pośród klasy robotniczej. W listopadzie 1933 roku, w celu zapobieżenia rozruchom robotniczym, DAF założył organizację Kraft durch Freude (KdF, Siła przez Radość), która miała na celu wprowadzenie szeregu udogodnień i przywilejów dla niemieckich robotników i ich rodzin. Obejmowały one m.in. darmowe wakacje w ośrodkach wypoczynkowych w Niemczech oraz w „bezpiecznych” miejscach za granicą (głównie we Włoszech), rejsy morskie, m.in. po Morzu Śródziemnym na wycieczkowcach „Wilhelm Gustloff” oraz „Robert Ley”, zbudowanych w Hamburgu w latach 1936-39.
Do innych, realizowanych przez KdF programów, należała organizacja koncertów, oper oraz innych form rozrywki w fabrykach i miejscach pracy, a także darmowe wychowanie fizyczne i treningi gimnastyczne.
Najbardziej ambitnym pomysłem DAF i KdF był „samochód dla ludu” – Volkswagen według projektu, wykonanego na prośbę Hitlera przez Ferdinanda Porsche. Kiedy niemiecki przemysł motoryzacyjny nie był w stanie zrealizować żądania Hitlera, by Volkswagena sprzedawano w cenach do 1000 marek, projekt został przejęty przez Niemiecki Front Pracy. „Socjalistyczne” tendencje Leya powróciły do łask. Powiedział on, że partia przejęła inicjatywę po klęsce prywatnej przedsiębiorczości, której przyczyną miały być: „krótkowzroczność, brak dobrej woli, głupota i pogoń za zyskiem” burżuazji. Porsche, zatrudniony teraz przez DAF, zbudował nową fabrykę Volkswagena w Fallersleben. Koszty inwestycji pokryto częściowo przez wykorzystanie zgromadzonego w DAF majątku oraz sprzeniewierzenie składek, płaconych przez członków frontu pracy. Jednak żaden z 340 tys. robotników, którzy dokonali już wpłaty, nie otrzymał upragnionego samochodu. Cały projekt okazał się wadliwy pod względem finansowym.

## Rola Leya w czasie wojny

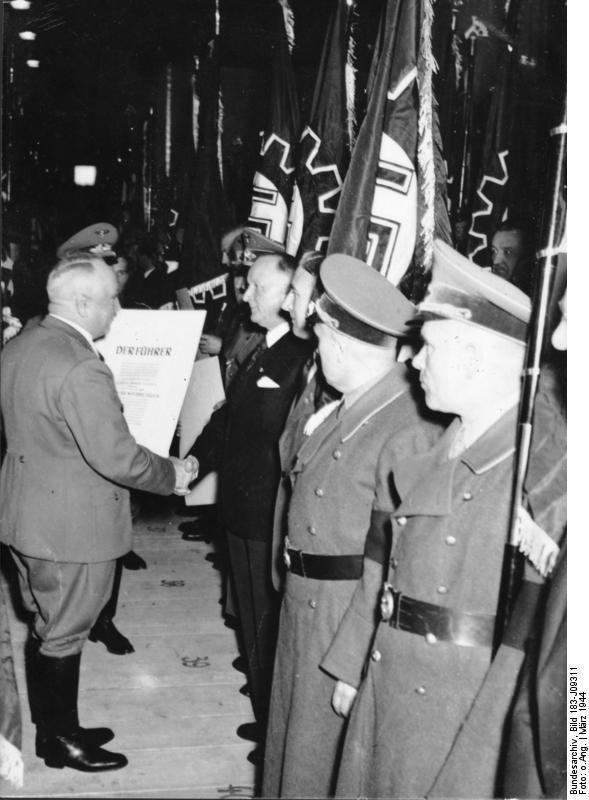
Robert Ley wręczający dyplom dla „modelowych gospodarstw rolnych podczas wojny” (tak zwane Kriegsmusterbetriebe) w marcu 1944 r.

Ley cały czas uważał, że głównym celem Trzeciej Rzeszy oraz jego własnego przywództwa w DAF, jest przygotowanie Niemiec do wojny. W trakcie przemówienia w roku 1939 powiedział:
My, narodowi socjaliści, zmonopolizowaliśmy wszystkie zasoby i wykorzystaliśmy całą naszą energię w ciągu ostatnich siedmiu lat, by dobrze przygotować się do najwyższego wysiłku wojennego.
Po wybuchu II wojny światowej znaczenie Leya zmalało. Militaryzacja siły roboczej oraz przydział środków na cele wojenne, w znacznym stopniu obniżyły rolę DAF, a KdF została zredukowana. Pijaństwo Leya oraz jego kontrowersyjne zachowanie spotkało się w czasie wojny z mniejszą tolerancją.
Na stanowisku zarządcy niemieckiej siły roboczej wkrótce zastąpił go minister uzbrojenia Fritz Todt, a później Albert Speer. Jako że niemieccy robotnicy byli coraz częściej powoływani do służby wojskowej, w zakładach zastępowali ich Francuzi, agitowani przez kolaboracyjny rząd w Vichy, a później przymusowi pracownicy z Polski, Ukrainy i innych krajów Europy Wschodniej. Ley odgrywał pewną rolę w organizacji siły roboczej w trakcie wojny, jednak w 1942 r. został on zdeklasowany przez Fritza Sauckela, Głównego Pełnomocnika ds. Dystrybucji Pracy (Generalbevollmächtigter für den Arbeitseinsatz). Niemniej jednak Ley był współodpowiedzialny za złe traktowanie zagranicznych przymusowych robotników. W październiku 1942 r. uczestniczył w spotkaniu w Essen z Paulem Pliegerem (szefem ogromnego kombinatu przemysłowego Hermann Göring Werke) oraz przedstawicielami niemieckiego przemysłu węglowego. Dosłowny zapis przebiegu spotkania był w posiadaniu jednego z menedżerów. Współczesny historyk napisał:
Kluczowym zagadnieniem podczas obrad była kwestia traktowania Rosjan. Robert Ley jak zwykle był pijany. A gdy Ley był pijany, miał skłonność do mówienia wprost tego, co myślał... Przy tak ogromnym ryzyku nie było miejsca na litość bądź uprzejmość. Przymusu nigdy nie jest za wiele, a więc Ley oczekiwał od kierowników przemysłu wydobywczego, by zaprowadzili w swojej branży surową dyscyplinę. Ley powiedział: „Gdy trzeba bić ruską świnię, zwyczajny niemiecki robotnik powinien to zrobić”.
Ley był znany z tendencji do ulegania ślepej nienawiści i utraty poczucia rzeczywistości w trakcie przemówień np. mówiąc o potwierdzonej wszechwiedzy Hitlera lub ogłaszając rychły podbój Księżyca i wszystkich planet.
Pomimo licznych niepowodzeń, Ley utrzymał przychylność Hitlera; aż do ostatnich miesięcy wojny należał do grona najbliższych współpracowników dyktatora, razem z Martinem Bormannem oraz Josephem Goebbelsem. W listopadzie 1941 roku Ley otrzymał nową misję – stanowisko Komisarza Rzeszy ds. Budownictwa Socjalnego (Reichskommissar für den sozialen Wohnungsbau). Jego zadanie polegało przygotowaniu niemieckiego budownictwa na ewentualność alianckich nalotów bombowych na niemieckie miasta, które przybierały na intensywności począwszy od roku 1941. Na tym stanowisku został głównym współpracownikiem ministra uzbrojenia Alberta Speera, który stwierdził, iż niemieccy robotnicy, dla osiągnięcia oczekiwanej produktywności, powinni otrzymać godziwe zakwaterowanie. Kiedy wojna powietrzna nad Niemcami stawała się coraz bardziej dokuczliwa w roku 1943, zniszczenie mieszkań niemieckich robotników określono jako jeden z celów alianckiej kampanii bombardowań. Komisariat Leya nie mógł poradzić sobie ze skutkami kryzysu mieszkaniowego.
Ley był świadomy ogólnych założeń nazistowskiego programu eksterminacji Żydów europejskich i popierał go poprzez zaciekłe antysemickie publikacje oraz przemówienia. W lutym 1941 r. uczestniczył w spotkaniu ze Speerem, Bormannem oraz feldmarszałkiem Wilhelmem Keitelem, podczas którego Hitler wyraził swój pogląd na „kwestię żydowską”. Wyjaśnił wtedy, że jego celem jest pozbycie się Żydów, nie licząc się ze środkami.

## Po wojnie

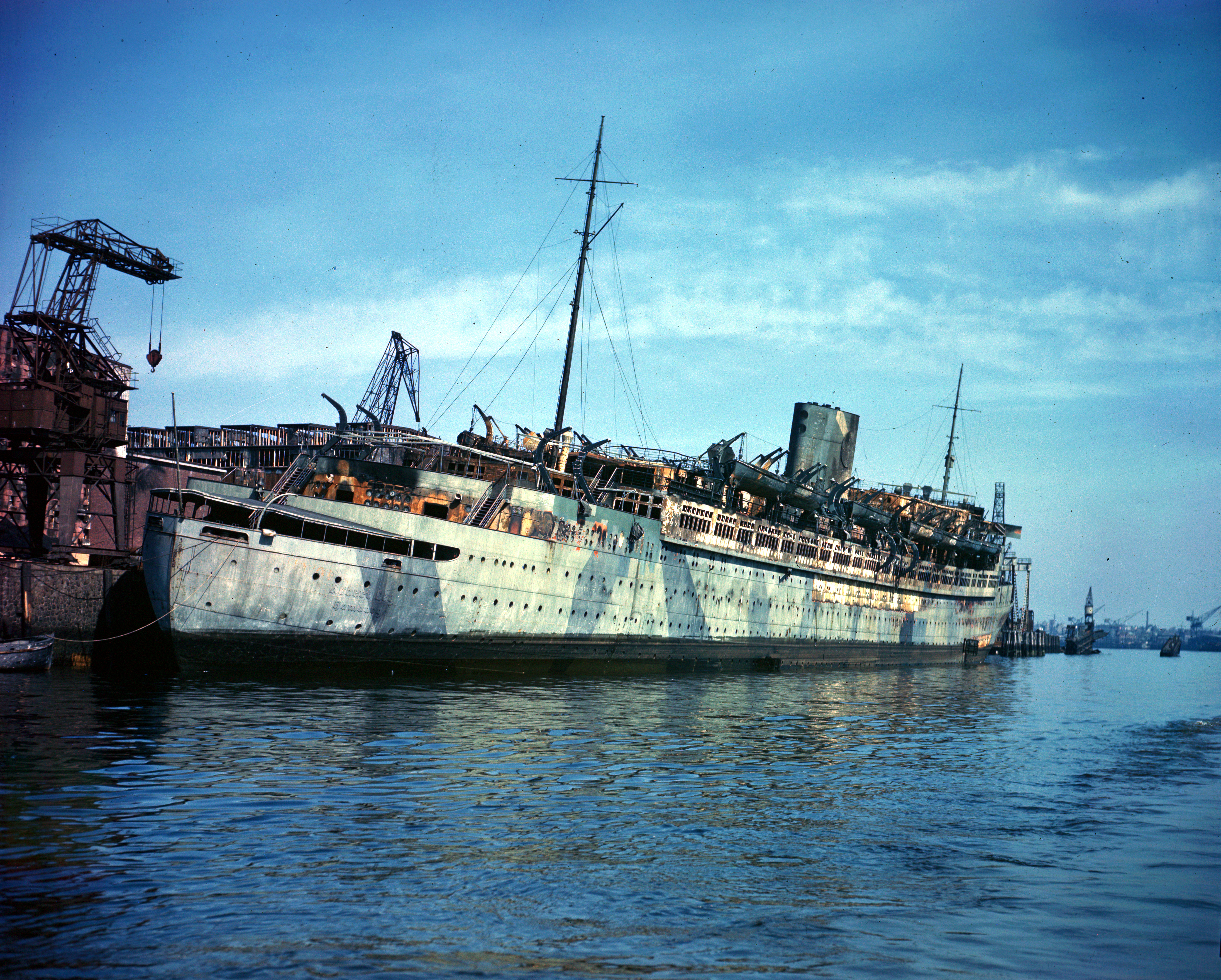
Wycieczkowiec „Robert Ley” po wojnie

Gdy upadek Trzeciej Rzeszy zbliżał się nieuchronnie w roku 1945, Ley pozostał, wraz z kilkoma innymi członkami rządu, fanatycznie wierny Hitlerowi. Po raz ostatni spotkał się z dyktatorem 20 kwietnia 1945 r., w rocznicę jego urodzin, w bunkrze w Berlinie Centralnym. Dzień później wyjechał na południe Bawarii z nadzieją, że Hitler przeniesie swoje stanowisko dowodzenia do „narodowej reduty” w Alpach. 16 maja Ley został pojmany przez amerykańskich spadochroniarzy ze 101. Dywizji Powietrznej w domu szewca w wiosce Schleching. Przedstawił się żołnierzom jako dr Ernst Distelmeyer, jednak został zdemaskowany przez Franza Xavera Schwarza, swojego osobistego wroga.
Wraz z innymi przestępcami umieszczono go w Palace Hotel w Mondorf-les-Bains w Luksemburgu.
W czasie procesu norymberskiego Leyowi postawiono zarzut nr 1 (podżeganie i przygotowanie do wojny zaborczej z pogwałceniem międzynarodowego prawa oraz traktatów”), zarzut nr 3 (zbrodnie wojenne, włącznie ze „złym traktowaniem jeńców wojennych i ludności cywilnej”) oraz zarzut nr 4 („zbrodnie przeciwko ludzkości – mordowanie, eksterminację, zniewolenie ludności cywilnej; prześladowanie ze względów rasowych, religijnych oraz politycznych”). Leya oczywiście oburzyły oskarżenia o zbrodnie wojenne. Do amerykańskiego psychiatry więziennego, Gustave’a Gilberta, powiedział:
Postawcie nas pod ścianą i rozstrzelajcie, teraz jesteście zwycięzcami. Ale dlaczego mam stawać przed trybunałem jako z-z-z... Nie mogę nawet wypowiedzieć tego słowa! [zbrodniarz].
25 października, cztery dni po odczytaniu aktu oskarżenia, Ley powiesił się siedząc na sedesie w swojej celi, wykorzystując pętlę wykonaną z podartej na paski bielizny. Ten incydent doprowadził do zwiększenia środków ostrożności w stosunku do innych więźniów w obawie, że również oni popełnią samobójstwo.